# Dominique Lormier
Pour les articles homonymes, voir Lormier.
Dominique Lormier, né le 3 juin 1960, est un essayiste français.
Il a écrit de très nombreux ouvrages, particulièrement sur la Seconde Guerre mondiale et sur le bouddhisme — religion qu'il pratique depuis plusieurs années.

## Biographie
Il a travaillé aux éditions Atlas dans les années 1980, puis collaboré aux revues La Gazette des armes et Uniformes.
Il vit à Bordeaux ; son bureau se divise en deux : une partie avec un ordinateur pour écrire ses ouvrages, et une autre pour pratiquer le bouddhisme tibétain qu'il a rencontré à la fin des années 1990.
Membre de l'institut Jean-Moulin à Bordeaux, il consulte régulièrement des archives, mais sa préférence va aux témoignages de survivants qu'il rencontre parfois. C'est un collectionneur de casques de combat, mais il n'aime pas les armes à feu.

### Controverses
En 2016, un collectif d'historiens du Pays basque, dont notamment Peio Etcheverry-Ainchart, dénonce des plagiats de Manex Goyhenetche par Dominique Lormier pour ses livres Petite histoire du Pays basque et Histoire du Pays basque, accusation dont se défend l'auteur, soutenu par son éditeur,. Contacté par le journal Sud Ouest à ce sujet, Lormier a déclaré : « Au début de mon livre, je cite Goyhenetche plusieurs fois. Pages 23, 24, 32. Je cite des localités où l’on a retrouvé des fouilles d’objets, des dolmens. Je ne vois pas où est le problème. Un plagiaire ne cite pas ses sources. [...] J’ai écrit 122 livres en trente ans et je n’ai jamais eu de problèmes. » L’accusation a été rejetée par le Tribunal judiciaire de Bordeaux dans son jugement du 21 juillet 2020, ce jugement a été confirmé le 2 mai 2023 par la Cour d’appel de Bordeaux (première chambre civile).  
En 2018, parlant de son livre Les 100.000 collabos : le fichier interdit de la collaboration française, Vingtième Siècle : Revue d'histoire écrit : « Tout est dit dans le titre, ou presque. L’auteur, grâce à la décision prise par François Hollande fin décembre 2015 de rendre publiques les archives de la Seconde Guerre mondiale, dit avoir retrouvé un document original qu’il pense issu des papiers du colonel Paul Paillole, « le fichier très secret du 5e bureau (contre-espionnage) de l’armée de 1945 ». Dix pages d’introduction, dont deux d’abréviations, ne situent pas complètement son histoire et surtout ne constituent pas un appareil critique nécessaire à la présentation d’une telle source, aussi discutable que toutes les listes parues à la Libération. Faute de publier la source ou de la critiquer, l’auteur présente une sélection de parcours de personnalités déjà connues (« les figures marquantes ») et de fiches sur les organisations, avec à la fin une esquisse de sociologie. Tout cela est loin de valoir les notices et fiches des dictionnaires spécialisés. Les erreurs fourmillent. Les notes de bas de pages sont quasiment inexistantes et imprécises. Seule réussite, le coup éditorial. » Interviewé par Le Télégramme, Dominique Lormier explique que cette liste est « en partie » fiable : « Le thème de mon livre est justement de montrer qu'il y a eu des oublis volontaires et que la collaboration économique a été totalement sous-estimée. Les grands patrons n'y figurent pas. Cela est dû à la volonté du général de Gaulle, afin de relancer la machine économique après la guerre. »

## Publications

### Années 1986-1989
- L'Italie en guerre : 1915-1918 (préf. Trystan Mordrel), Bordeaux, Ulysse éd., coll. « Présence du passé », 1986, 138 p., 23 cm (ISBN 2-86558-015-6, BNF 34990144)
- Les Guerres de Mussolini : de la campagne d'Ethiopie à la République de Salo, Paris, éd. Jacques Grancher, 1989, 286 p., 23 cm (BNF 35004026)La notice BnF ne mentionne pas d'ISBN
- Connaître les châteaux du Périgord (photogr. Bertrand Cabrol, Jean-Paul Gisserot et Guy-Marie Renié), Bordeaux, éd. Sud-Ouest, 1989, 62 p., 26 cm (ISBN 2-905983-60-4, BNF 35040201)
- La Résistance dans le Sud-Ouest, Bordeaux, éd. Sud-Ouest, 1989, 253 p., 24 cm (ISBN 2-905983-96-5, BNF 35067753)

### Années 1990-1994
- Dominique Lormier, Le Sud-Ouest mystérieux, Bordeaux, éd. Sud-Ouest, 1990, 186 p., 24 cm (ISBN 2-87901-015-2, BNF 35299682)
- Dominique Lormier, L'Épopée du corps-franc Pommiès : des Pyrénées à Berlin, Paris, éd. Jacques Grancher, coll. « Témoignages pour l'histoire », novembre 1990, 171 p., 23 cm (ISBN 2-7339-0296-2, BNF 35316485)
- Dominique Lormier, L'Affaire Grandclément, Bordeaux, éd. Sud-Ouest, 1991, 157 p., 24 cm (ISBN 2-87901-014-4, BNF 35529629)
- Dominique Lormier, Le Livre d'or de la Résistance dans le Sud-Ouest, Bordeaux, éd. Sud-Ouest, 1991, 383 p., 24 cm (ISBN 2-87901-020-9, BNF 35535929)Réédité à l'identique en 2011, chez le même éditeur.
- Dominique Lormier, Contes populaires de toutes les Pyrénées, Bordeaux, éd. Sud-Ouest, 1992, 64 p., 26 cm (ISBN 2-87901-069-1, BNF 35550312)
- Dominique Lormier, Bordeaux pendant l'Occupation, Bordeaux, éd. Sud-Ouest, 1992, 159 p., 26 cm (ISBN 2-87901-063-2, BNF 35553245)
- Dominique Lormier, Les FFI au combat, Paris, éd. Jacques Grancher, coll. « Témoignages pour l'histoire », 2 mars 1994, 267 p., 23 cm (ISBN 2-7339-0434-5, BNF 35690100)

### Années 1995-1999
- Dominique Lormier, Souvenirs de la guerre 1939-1945, Bordeaux, éd. Sud-Ouest, 1995, 221 p., 24 cm (ISBN 2-87901-198-1, BNF 35806290)
- Dominique Lormier, La Montagne de lumière : roman, Limoges, éd. Lucien Souny, coll. « Palamos », 30 août 1995, 191 p., 21 cm (ISBN 2-905262-93-1, BNF 35853160)
- Dominique Lormier, Gabriele D'Annunzio en France : 1910-1915, Biarritz, J. & D., 20 janvier 1997, 185 p., 24 cm (ISBN 2-84127-110-2, BNF 36177053)
- Catherine Legrand (dir.), Jacques Legrand (dir.) et Dominique Lormier (rédacteur en chef), Mussolini, Bassillac, éd. Chronique, coll. « Chroniques de l'histoire. 20e », 1997, 128 p., 25 cm (ISBN 2-905969-92-X, BNF 36699131)
- Catherine Legrand (dir.), Jacques Legrand (dir.) et Dominique Lormier (rédacteur en chef), Rommel, Bassillac, éd. Chronique, coll. « Chroniques de l'histoire. 20e », octobre 1998, 128 p., 25 cm (ISBN 2-84355-003-3, BNF 36982483)
- Dominique Lormier, La Poche du Médoc : 1944-1945, Montreuil-Bellay, éd. CMD, coll. « Mémoire régionale », décembre 1998, 126 p., 30 cm (ISBN 2-909826-71-6, BNF 37027218)Série « Aquitaine » no 1. La couverture comporte en plus la mention « 1939-1945 ».
- Dominique Lormier, Aquitaine : Jacques Chaban-Delmas, Montreuil-Bellay, éd. CMD, coll. « Destins d'exception » (no 2), 1998, 135 p., 30 cm (ISBN 2-909826-79-1, BNF 37028449)
- Dominique Lormier, Bordeaux brûle-t-il ? ou La Libération de la Gironde, 1940-1945, Bordeaux, éd. les Dossiers d'Aquitaine, coll. « Mémoires de France », 1998, 172 p., 24 cm (ISBN 2-905212-57-8, BNF 37032774, lire en ligne)
- Dominique Lormier, Les Corridas de Bayonne, Montreuil-Bellay, éd. CMD, coll. « Questions de mémoire » (no 3), 1999, 56 p., 25 cm (BNF 37046558)
- Dominique Lormier, Bordeaux et Arcachon à la Belle époque, Montreuil-Bellay, éd. CMD, coll. « Mémoire régionale », 1998, 169 p., 30 cm (ISBN 2-909826-80-5, BNF 37175583)
- Dominique Lormier, Biarritz à la Belle époque, Montreuil-Bellay, éd. CMD, coll. « Mémoire d'une ville », 1998, 82 p., 30 cm (ISBN 2-909826-85-6, BNF 37176709)Série « Aquitaine » no 4.
- Dominique Lormier, La Base sous-marine : 1940-1944 : Bordeaux, Montreuil-Bellay, éd. CMD, coll. « Questions de mémoire » (no 4), 1999, 78 p., 25 cm (BNF 37176928)La notice BnF ne mentionne pas d'ISBN.
- Dominique Lormier, La "drôle de guerre" : 1939-mai 1940, Montreuil-Bellay, éd. CMD, coll. « Les dossiers de la mémoire », décembre 1999, IV-36 p., 27 cm (BNF 37212818)Série « La Gironde dans la guerre 1939-1945 » no 2.
- Dominique Lormier, L'Aventure de la Préhistoire, Montreuil-Bellay, éd. CMD, juillet 1999, 56 p., 25 cm (BNF 37184100)La notice BnF ne mentionne pas d'ISBN
- Dominique Lormier, Histoire de la truffe, Montreuil-Bellay, éd. CMD, coll. « Questions de mémoire » (no 18), juillet 1999, 47 p., 25 cm (ISBN 2-84477-018-5, BNF 37185167)
- Dominique Lormier, 1939, la déclaration de guerre, Montreuil-Bellay, éd. CMD, coll. « Les dossiers de la mémoire », décembre 1999, IV-36 p., 27 cm (BNF 37212778)Série « La Gironde dans la guerre 1939-1945 » no 1.
- Dominique Lormier, Les Grands Crimes du Sud-Ouest, Bordeaux, éd. Sud-Ouest, 1993, 190 p., 24 cm (ISBN 2-87901-112-4, BNF 37605152)
- Dominique Lormier, Bernadette Soubirous, Montreuil-Bellay, éd. CMD, coll. « Questions de mémoire » (no 9), 1999, 71 p., 25 cm (BNF 37622115)La notice BnF ne mentionne pas d'ISBN.
- Dominique Lormier, Les Échassiers des Landes, Montreuil-Bellay, éd. CMD, coll. « Questions de mémoire » (no 13), 1999, 48 p., 25 cm (ISBN 2-84477-008-8, BNF 37622120)

### Années 2000-2004
- Dominique Lormier, L'Histoire de la Résistance : 1940-1945, Montreuil-Bellay, éd. CMD, coll. « Mémoire régionale », mars 2000, 140 p., 30 cm (ISBN 2-84477-055-X, BNF 37192993)Série « Aquitaine » no 6.
- Dominique Lormier, Histoire de la France militaire et résistante : Première partie, 1939-1942, Monaco et Paris, éd. du Rocher, 21 janvier 2000, 317 p., 24 cm (ISBN 2-268-03421-6, BNF 37091169)
- Dominique Lormier, Orthon le farfadet et autres histoires mystérieuses, Monaco et Paris, éd. du Rocher, coll. « Mystères des provinces », février 2001, 221-[1], 23 cm (ISBN 2-268-03887-4, BNF 37660070)Le titre complet de couverture « Orthon le farfadet et autres histoires mystérieuses de l'Aquitaine », absent de la page de titre, n'est pas considéré comme titre par les catalogues de bibliothèques.
- Jean-Pierre Schnetzler et Dominique Lormier, Itinéraire d'un bouddhiste occidental : entretiens avec Dominique Lormier, Paris, éd. Dsclée de Brouwer, 22 mai 2001, 136 p., 22 cm (ISBN 2-220-04944-2, BNF 37718829)
- Dominique Lormier, Les Combats victorieux de la Résistance dans la libération : 1944-1945, Paris, éd. le Cherche midi, coll. « Documents », 2002, 201-[VIII], 24 cm (ISBN 2-86274-989-3, BNF 38866330)
- Dominique Lormier, La Résistance en Limousin, Doué-la-Fontaine, éd. CMD, coll. « Mémoire régionale », 2000, 84 p., 30 cm (BNF 38882867)Série « Limousin» no 2.
- Dominique Lormier, Regards chrétiens sur le bouddhisme : de la diabolisation aux convergences, Paris, éd. Dervy, 15 juin 2002, 123 p., 22 cm (ISBN 2-84454-146-1, BNF 38954670)
- Dominique Lormier, Rommel la fin d'un mythe : biographie, Paris, éd. le Cherche midi, coll. « Documents », 23 avril 2003, 184 p., 24 cm (ISBN 2-7491-0108-5, BNF 38990895)
- Lama Namgyal et Dominique Lormier, Vie et enseignement d'un moine bouddhiste occidental : propos recueillis par Dominique Lormier, Paris, Presses de la Renaissance, 7 mai 2003, 221 p., 23 cm (ISBN 2-85616-920-1, BNF 38993546)
- Dominique Lormier, Fantômes, apparitions, spectres, et revenants, Paris, éd. Trajectoire, 2002, 210 p., 24 cm (ISBN 2-84197-251-8, BNF 39029445)Le titre imprimé en couverture, différent de celui figurant sur la page de titre, est « Le Grand Livre des fantômes ».
- Dominique Lormier, Les Voies de la sérénité : les grandes religions et l'harmonie intérieure, Paris, éd. P. Lebaud-Kiron, 30 octobre 2002, 198 p., 24 cm (ISBN 2-86645-456-1, BNF 39033189)
- Dominique Lormier, Lama Guendune : un grand maître tibétain en France, Paris, éd. Oxus, coll. « Spiritualités », 2 décembre 2003, 175 p., 21 cm (ISBN 2-84898-006-0, BNF 39211995)
- Dominique Lormier, Visite historique de Bayonne : notices historiques des sites du circuit, brève histoire de Bayonne, musées, sites, Saintes, éd. les Chemins de la mémoire, coll. « Plan guide : Aquitaine », 2003, 23 p., 21 cm (ISBN 2-84702-045-4, BNF 39269649)
- Dominique Lormier, Visite historique de Biarritz : notices historiques des sites du circuit, brève histoire de la ville, musées, sites, Saintes, éd. les Chemins de la mémoire, coll. « Plan guide : Aquitaine », 2003, 28 p., 21 cm (ISBN 2-84702-044-6, BNF 39269654)
- Dominique Lormier, Les Vies antérieures : des preuves pour la réincarnation, Paris, éd. le Félin, coll. « Hors collection », 5 novembre 2004, 188 p., 23 cm (ISBN 2-86645-574-6, BNF 39903064)
- Dominique Lormier, Les Cadets de Saumur, Honfleur et Saintes, éd. les Chemins de la mémoire, 2002, 83 p., 30 cm (BNF 39914400)
- Dominique Lormier, Histoires mystérieuses du Sud-Ouest, Saintes, éd. Les Chemins de la mémoire, 2002, 168 p., 27 cm (ISBN 2-84702-024-1, BNF 39914408)
- Dominique Lormier (texte) et Les Chemins de la mémoire (cartographie), Les Plages du débarquement : bref historique du débarquement, notices historiques des plages et des sites, musées, cimetières, Saintes, éd. les Chemins de la mémoire, coll. « Plan guide les Chemins de la mémoire », 28 mai 2003, 32 p., 21 cm (ISBN 2-84702-042-X, BNF 40781820)
- Dominique Lormier, Les Chercheurs d’absolu, Paris, éd. le Félin, 30 octobre 2003, 234 p., 24 cm (ISBN 2-86645-522-3, BNF 39139031)
- Histoire de la presse en France : de la "Gazette" de Renaudot à l'information en ligne, Paris, éd. De Vecchi, coll. « Focus de l'histoire », 4 octobre 2004, 126 p., 21 cm (ISBN 2-7328-3461-0, BNF 39254733)
- La France combattante de la victoire : 1944-1945, Saintes, éd. les Chemins de la mémoire, septembre 2003, 120 p., 30 cm (BNF 39269609)
- La Poche de La Rochelle : 1944-1945, Saintes, éd. les Chemins de la mémoire, 2003, 80 p., 30 cm (ISBN 2-84702-059-4, BNF 39269610)La couverture comporte, par erreur, la mention « 1939-1945 ».
- Dominique Lormier, La Libération du Sud-Ouest et des Charentes, Saintes, les Chemins de la mémoire, 24 avril 2003, 108 p., 30 cm (BNF 39914345)La notice bibliographique BnF mentionne l'existence d'un ISBN erroné
- L'Affaire de Bentzmann : 1940-1945, Saintes, Les Chemins de la mémoire, 24 avril 2003, 42 p., 27 cm (ISBN 2-84702-018-7, BNF 39914420)Date de publication donnée par Amazon, le dépôt légal indiqué par la BnF est de 2005.
- La Poche de Royan, Honfleur et Saintes, éd. les Chemins de la mémoire, 2002, 44 p., 27 cm (ISBN 2-84702-015-2, BNF 39914427)La couverture comporte en plus une mentin « 1939-1945 ». La mention de copyright est « 2002 », la librairie en ligne Amazon donne comme date de sortie « 28 avril 2003 », et la référence BnF correspond à un dépôt légal à la fin de l'année 2004 ou au début de l'année 2005.

### Années 2005-2009
- Dominique Lormier, Comme des lions : le sacrifice héroïque de l’armée française en mai-juin 1940, Paris, éd. Calmann-Lévy, 6 avril 2005, 329-[16], 23 cm (ISBN 2-7021-3445-9, BNF 39949664)
- Dominique Lormier, Les Jésuites, Paris, éd. De Vecchi, 29 mars 2005, 158-[16], 25 cm (ISBN 2-7328-3462-9, BNF 39958364)
- Dominique Lormier, Les Voies spirituelles du bonheur : yoga, bouddhisme, oraison, soufisme, Gollion et Paris, Infolio éd., coll. « Le maître et le disciple », 18 mars 2005, 221 p., 21 cm (ISBN 2-88474-607-2, BNF 40008691)
- Dominique Lormier, Les Templiers, Paris, éd. De Vecchi, 19 octobre 2005, 124-[16], 25 cm (ISBN 2-7328-3818-7, BNF 40065796)
- Dominique Lormier, Les Grandes Affaires de la Résistance, Saint-Paul, éd. Lucien Soumy, 6 octobre 2005, 274 p., 24 cm (ISBN 2-84886-056-1, BNF 40078506)Réédité en 2011, chez le même éditeur.
- Dominique Lormier, C'est nous les Africains : l'épopée de l'armée française d'Afrique, 1940-1945, Paris, éd. Calmann-Lévy, 22 février 2006, 300-[16], 23 cm (ISBN 2-7021-3649-4, BNF 40117809)
- Dominique Lormier, La Réincarnation : histoires vraies, Paris, éd. Trajectoire, 22 mars 2006, 194 p., 24 cm (ISBN 2-84197-374-3, BNF 40118167)
- Dominique Lormier, Les Missionnaires, Paris, éd. De Vecchi, 6 mars 2006, 142-[12], 25 cm (ISBN 2-7328-3819-5, BNF 40136170)Le sous-titre de couverture « Origines - Organisation - Grandes figures » est absent de la page de titre et n'est pas considéré comme sous-titre par les catalogues de bibliothèques.
- Dominique Lormier, Histoires extraordinaires du bouddhisme tibétain, Gollion et Paris, éd. Infolio, coll. « Le maître et le disciple », 2 novembre 2006, 185 p., 21 cm (ISBN 2-88474-608-0, BNF 40148233)
- Dominique Lormier, Les Grands Ordres militaires et religieux, Paris, éd. Trajectoire, coll. « Les mystères de l'histoire », 14 octobre 2006, 243-XVI p., 25 cm (ISBN 2-84197-393-X, BNF 40924051)
- Dominique Lormier, Histoires héroïques et extraordinaires de la Seconde guerre mondiale, Saint-Paul, éd. Lucien Souny, 18 octobre 2006, 204 p., 24 cm (ISBN 2-84886-097-9, BNF 40937762)
- Dominique Lormier, La Libération de la France : Aquitaine, Auvergne, Charentes, Limousin, Midi-Pyrénées, Saint-Paul, éd. Lucien Souny, 4 avril 2007, 185 p., 25 cm (ISBN 978-2-84886-065-7, BNF 41016139)
- Dominique Lormier, La Dérive intégriste, Paris, éd. Acropole, 22 mars 2007, 263 p., 21 cm (ISBN 978-2-7357-0276-3, BNF 41018907)La couverture comporte la mention « Chrétiens, juifs et musulmans face au fondamentalisme », mais cette mention n'est pas reproduite sur la page de titre.
- Dominique Lormier, Lieux de pèlerinage et grandes processions : du Moyen âge à nos jours, Paris, éd. Trajectoire, coll. « Les mystères de l'histoire », 24 mai 2007, 146-XVI p., 24 cm (ISBN 978-2-84197-406-1, BNF 41033181)
- Dominique Lormier, Jean Moulin, Gollion et Paris, éd. Infolio, coll. « Illico » (no 14), mai 2007, 108 p., 18 cm (ISBN 978-2-88474-929-9, BNF 41037792)
- Dominique Lormier, Mers el-Kébir : juillet 1940, Paris, éd. Calmann-Lévy, 6 juin 2007, 190-[8], 23 cm (ISBN 978-2-7021-3815-1, BNF 41048920)
- Dominique Lormier, Lourdes la miraculeuse : 150e anniversaire, Paris, éd. Trajectoire, 9 février 2008, 127 p., 24 cm (ISBN 978-2-84197-436-8, BNF 41189842)La couverture comporte les titre et sous-titre « Lourdes la miraculeuse : 150e anniversaire des apparitions », plus long que les titre et sous-titre figurant en page de titre, seuls retenus dans les catalogues de bibliothèques.
- Dominique Lormier, La Guerre italo-grecque : 1940-1941, Paris, éd. Calmann-Lévy, 15 octobre 2008, 224-[8], 23 cm (ISBN 978-2-7021-3949-3, BNF 41354607)
- Dominique Lormier, Les 35 plus grandes affaires criminelles en France depuis 1900 : de Landru aux époux Fourniret, Paris, éd. Trajectoire, coll. « Les mystères de l'histoire », 12 septembre 2008, 270 p., 24 cm (ISBN 978-2-84197-459-7, BNF 41365060)
- Dominique Lormier, Les Poches de l'Atlantique : Médoc, Royan, île d'Oléron, La Rochelle, île de Ré, 1944-1945, Saint-Paul, éd. Lucien Souny, avril 2008, 189 p., 25 cm (BNF 41391615)
- Dominique Lormier, La Bataille de Bir-Hakeim : une résistance héroïque, Paris, éd. Calmann-Lévy, 25 février 2009, 188-[8], 23 cm (ISBN 978-2-7021-3896-0, BNF 41435868)
- Dominique Lormier, Les Victoires militaires françaises de la Seconde Guerre mondiale, Saint-Paul, éd. Lucien Souny, 3 mars 2009, 311 p., 24 cm (ISBN 978-2-84886-214-9, BNF 41473270)
- Dominique Lormier, Les Convergences chrétiennes et bouddhistes, Escalquens et Paris, éd. Oxus, coll. « Spiritualités », 20 mai 2009, 293 p., 21 cm (ISBN 978-2-84898-120-8, BNF 41491136)
- Dominique Lormier, Les Mystères des manuscrits de la mer Morte, Paris, éd. De Vecchi, 8 septembre 2009, 148 p., 24 cm (ISBN 978-2-7328-9316-7, BNF 42053816)
- Dominique Lormier, Les grandes figures de la Résistance, 1940-1945 : Résistance intérieure, Forces françaises libres, armée d'Afrique, Saint-Paul, éd. Lucien Soumy, 8 septembre 2009, 280 p., 24 cm (ISBN 978-2-84886-280-4, BNF 42083749)
- Dominique Lormier, Les Mystères des prophéties, Paris, éd. De Vecchi, 12 octobre 2009, 263 p., 24 cm (ISBN 978-2-7328-9317-4, BNF 42084710)
- Dominique Lormier, Fantômes et apparition : révélations sur les phénomènes étranges, Paris, éd. De Vecchi, 9 novembre 2009, 179 p., 24 cm (ISBN 978-2-7328-9409-6, BNF 42096221)

### Depuis 2010
- Dominique Lormier, Spectres, esprits & apparitions : révélations sur les phénomènes étranges, Paris, éd. De Vecchi, 2 avril 2010, 179 p., 24 cm (ISBN 978-2-7328-9514-7, BNF 42159109)Les titre et sous-titre de couverture, « Spectres, esprits & apparitions : Révélations sur ces phénomènes de l'étrange », diffèrent légèrement des titre et sous-titre retenus en page de titre, et qui servent dans les catalogues de bibliothèques.
- Dominique Lormier, Le Bouddhisme vu par la science : méditation, réincarnation et miracles, Escalquens et Paris, éd. Oxus, coll. « Spiritualités », 26 février 2010, 220 p., 21 cm (ISBN 978-2-84898-130-7, BNF 42161289)
- Dominique Lormier, La Bataille de France jour après jour : mai-juin 1940, Paris, éd. Le Cherche midi, coll. « Documents », 22 avril 2010, 614-VIII p., 22 cm (ISBN 978-2-7491-1635-8, BNF 42191566)
- Dominique Lormier, La Bataille de Stonne : Ardennes, mai 1940, Paris, éd. Perrin, 6 mai 2010, 183 p., 20 cm (ISBN 978-2-262-03009-4, BNF 42190443)
- Dominique Lormier et Massimo Centini, Croyances et légendes populaires : voyage aux frontières du merveilleux, Paris, éd. De Vecchi, 19 avril 2010, 185 p., 19 cm (ISBN 978-2-7328-9410-2, BNF 42195264)
- Dominique Lormier, L'Apport capital de la France dans la victoire des alliés : 14-18, 39-45, Paris, Le Cherche midi, coll. « Documents : histoire », 14 avril 2011, 469 p., 22 cm (ISBN 978-2-7491-1363-0, BNF 42430530)
- Dominique Lormier, La Bataille de Dunkerque : 26 mai-4 juin 1940 : comment l'armée française a sauvé l'Angleterre, Paris, éd. Tallandier, 19 mai 2011, 201 p., 20 cm (ISBN 978-2-84734-794-4, BNF 42432911). Réédition dans la collection "Texto", éd. Tallandier, 6 mai 2021, 208 p.[8].
- Lama Namgyal et Dominique Lormier, Vie et enseignement d'un moine bouddhiste occidental : propos recueillis par Dominique Lormier, Villefloure, éd. Hélios, 10 novembre 2011, 131 p., 24 cm (ISBN 978-2-88063-376-9, BNF 42537367)
- Dominique Lormier, L'Armée française, Paris, First éd., coll. « Pour les nuls », 10 mai 2012, XX-406 p., 23 cm (ISBN 978-2-7540-2479-2, BNF 42670585)
- Dominique Lormier, Koenig : l'homme de Bir Hakeim, Paris, éd. du Toucan, coll. « Enquête et histoire », 9 mai 2012, 358-[8], 23 cm (ISBN 978-2-8100-0490-4, BNF 42682448)Recension dans Jean-Noël Grandhomme, « LORMIER (Dominique), Koenig, l’homme de Bir Hakeim », Revue d’Alsace, no 139,‎ 2013, p. 464-465 (lire en ligne).
- Dominique Lormier, La Libération de la France jour après jour : juin 1944-mai 1945, Paris, éd. le Cherche midi, coll. « Documents », 7 juin 2012, 435-[8], 22 cm (ISBN 978-2-7491-1822-2, BNF 42702220)
- Dominique Lormier et Centre national Jean-Moulin, Bordeaux, La Résistance, Paris, éd. Gründ, 18 octobre 2012, 96 p., 29 cm (ISBN 978-2-324-00361-5, BNF 42755226)
- Dominique Lormier, Histoire générale de la Résistance française, La Geneytouse, éd. Lucien Souny, 8 octobre 2012, 619 p., 24 cm (ISBN 978-2-84886-383-2, BNF 42791167)
- Dominique Lormier, La Gestapo et les Français, Paris, éd. Pygmalion, 19 janvier 2013, 301-[8], 24 cm (ISBN 978-2-7564-0589-6, BNF 43531217)
- Dominique Lormier, Histoires extraordinaires de la Résistance française, 1940-1945, Paris, éd. le Cherche midi, coll. « Documents », 25 avril 2013, 269-VIII p., 22 cm (ISBN 978-2-7491-2198-7, BNF 43606508, lire en ligne)
- Dominique Lormier, La Résistance, Paris, First éd., coll. « Pour les nuls », 23 mai 2013, XXV-500 p., 23 cm (ISBN 978-2-7540-4137-9, BNF 43631794)
- Dominique Lormier, La Bravoure méconnue des soldats italiens, Levallois-Perret, éd. Altipresse, 22 mai 2014, 202 p., 24 cm (ISBN 979-10-90465-35-0, BNF 43786374)La couverture comporte la mention « 1914-1918 1939-1945 », mais cette mention n'est pas reproduite sur la page de titre.
- Dominique Lormier, 12 trains qui ont changé l'histoire, Paris, Pygmalion, coll. « 12 ... qui ont changé l'histoire », 14 mai 2014, 263-[8], 20 cm (ISBN 978-2-7564-1084-5, BNF 43843589)
- Dominique Lormier, Les Crimes nazis lors de la libération de la France, 1944-1945, Paris, éd. le Cherche midi, coll. « Documents. Histoire », 15 mai 2014, 223-[8], 22 cm (ISBN 978-2-7491-2998-3, BNF 43866803)
- Dominique Lormier, Gabriele D'Annunzio ou le roman de la Belle Époque, Monaco, Le Rocher, 4 septembre 2014, 222 p. (ISBN 978-2-268-07617-1)
- Dominique Lormier, Alain Juppé sans masque, Paris, éd. First, coll. « Document », 4 février 2016, 302 p., 23 cm (ISBN 978-2-7540-7741-5)
- Dominique Lormier, Le mythe du sauveur américain : Essai sur une imposture historique, Paris, Pierre de Taillac, coll. « Polémiques de L'histoire », 10 février 2017, 224 p., 23 cm (ISBN 978-2-36445-094-3)
- Dominique Lormier, Les 100.000 collabos : le fichier interdit de la collaboration française, Paris, Le Cherche midi, coll. « Documents », 21 septembre 2017, 400 p., 23 cm (ISBN 978-2-7491-5062-8)
- Dominique Lormier, Ces chrétiens qui ont résisté à Hitler, Paris, Editions Artège, 2 mai 2018, 312 p. (ISBN 979-10-336-0696-3)
- Dominique Lormier, Les années interdites, Paris, L'Archipel, 2  2018, 274 p.
- Dominique Lormier, Mai-juin 1940 : les causes de la défaite, Paris, Alisio Histoire, 27 mai 2020, 271 p.
- Dominique Lormier, Histoires secrètes de la Guerre d'Algérie, Paris, Alisio Histoire, 12 janvier 2022, 208 p.

## Distinctions

### Décoration
- Chevalier de la Légion d'honneur (2013)[9].

### Récompenses
- Prix Honneur et Patrie 2006 de la Société des membres de la Légion d'honneur pour Comme des lions[10].
- Prix littéraire de l'Académie du bassin d'Arcachon 2015 pour Gabriele D'Annunzio ou le roman de la Belle Époque[11].